# リューネブルク級補給艦
リューネブルク級補給艦（リューネブルクきゅうほきゅうかん、ドイツ語: Versorger Lüneburg-Klasse）は、ドイツ連邦海軍（西ドイツ海軍）が運用していた補給艦の艦級。公称艦型は701型。

## 概要
ドイツ連邦海軍（西ドイツ海軍）は、まずフランスの商船（2,111総トン）2隻を購入して、1959年にアンゲルン級補給艦として就役させた。これらの任務は資材の輸送におおむね限定されており、海軍としては不満が残るものであった。このことから、海軍の要請に応じた補給艦として建造されたのが本級である。
本級は、当初、下記の通り計1,100トンの物資を搭載できるよう設計されていた。
- 貨油640トン
- 真水131トン
- 弾薬205トン
- 予備部品100トン（約10,000個）
- 糧食等100トン
- 冷凍食糧品267 m3

その後、1974年から1977年にかけて、「ザールブルク」をはじめとする4隻が701C型改装を受けた。これはアルバトロス級（143型）・ティーガー級（148型）ミサイル艇を支援するため、船体を11.5メートル延長して、エグゾセ艦対艦ミサイルの整備能力付与や予備部品搭載能力の増強（搭載量を30,000個に増加するとともにニクスドルフ・コンピュータ・システム搭載）を行ったものであった。
また1981年から1984年にかけて、「フライブルク」はブレーメン級フリゲートを支援するため701E型改修を受けた。これは船体を14.3メートル延長してヘリコプター甲板と大型クレーンを追加するとともに、ハープーン艦対艦ミサイルの予備弾9発を搭載、リンクスMk.88ヘリコプターの修理設備を備えたものであった。
冷戦終結後は逐次退役が進められ、リューネブルク級よりはるかに大型かつ高速のベルリン級補給艦2隻の就役と前後して、2004年までに全艦がドイツ海軍から退役した。
退役後もその大半が外国に引き取られ（コロンビアとギリシャが2隻ずつ。スペインとエジプト、ウルグアイが1隻ずつ）、それぞれの国の海軍において運用されている。

## 同型艦
| ドイツ海軍 | ドイツ海軍                 | ドイツ海軍                    | ドイツ海軍 | ドイツ海軍 | ドイツ海軍   | 退役/再就役後                       | 退役/再就役後        | 退役/再就役後                          |      |       |                         |           |           |           |                |        |                                                      |
| サブクラス | #                          | 艦名                          | 起工       | 就役       | 退役         | 再就役先                            | #                    | 艦名                                   |      |       |                         |           |           |           |                |        |                                                      |
| ---------- | -------------------------- | ----------------------------- | ---------- | ---------- | ------------ | ----------------------------------- | -------------------- | -------------------------------------- | ---- | ----- | ----------------------- | --------- | --------- | --------- | -------------- | ------ | ---------------------------------------------------- |
| サブクラス | #                          | 艦名                          | 起工       | 就役       | 退役         | 再就役先                            | #                    | 艦名                                   | 701A | A1411 | リューネブルク Lüneburg | 1964年7月 | 1966年1月 | 1994年6月 | コロンビア海軍 | BM-161 | カルタヘナ・デ・インディアス ARC Cartagena de Indias |
| A1416      | ニーンブルク Nienburg      | 1965年4月                     | 1968年8月  | 1998年3月  | BM-162       | ブエナベントゥーラ ARC Buenaventura |                      |                                        | 701A |       |                         |           |           |           | コロンビア海軍 |        |                                                      |
| A1417      | オッフェンブルク Offenburg | 1966年                        | 1968年5月  | 1993年6月  | スペイン海軍 | n/a                                 | n/a                  |                                        | 701A |       |                         |           |           |           |                |        |                                                      |
| 701C       | A1412                      | コーブルク Coburg             | 1965年4月  | 1968年7月  | 1991年9月    | ギリシャ海軍                        | A464                 | アクシオス Αξιός                       |      |       |                         |           |           |           |                |        |                                                      |
| 701C       | A1414                      | グリュックスブルク Glücksburg | 1965年8月  | 1968年7月  | 2001年11月   | エジプト海軍                        | A230                 | シャラティーン Shalatein               |      |       |                         |           |           |           |                |        |                                                      |
| 701C       | A1415                      | ザールブルク Saarburg         | 1966年3月  | 1968年7月  | 1994年4月    | ギリシャ海軍                        | A470                 | アリアクモン Αλιάκμων                  |      |       |                         |           |           |           |                |        |                                                      |
| 701C       | A1418                      | メーアスブルク Meersburg      | 1965年8月  | 1968年6月  | 2004年12月   | 海軍工廠にて保管中。                | 海軍工廠にて保管中。 | 海軍工廠にて保管中。                   |      |       |                         |           |           |           |                |        |                                                      |
| 701E       | A1413                      | フライブルク Freiburg         | 1965年     | 1968年5月  | 2003年12月   | ウルグアイ海軍                      | ROU 04               | ヘネラル・アルティハス General Artigas |      |       |                         |           |           |           |                |        |                                                      |

## ギャラリー

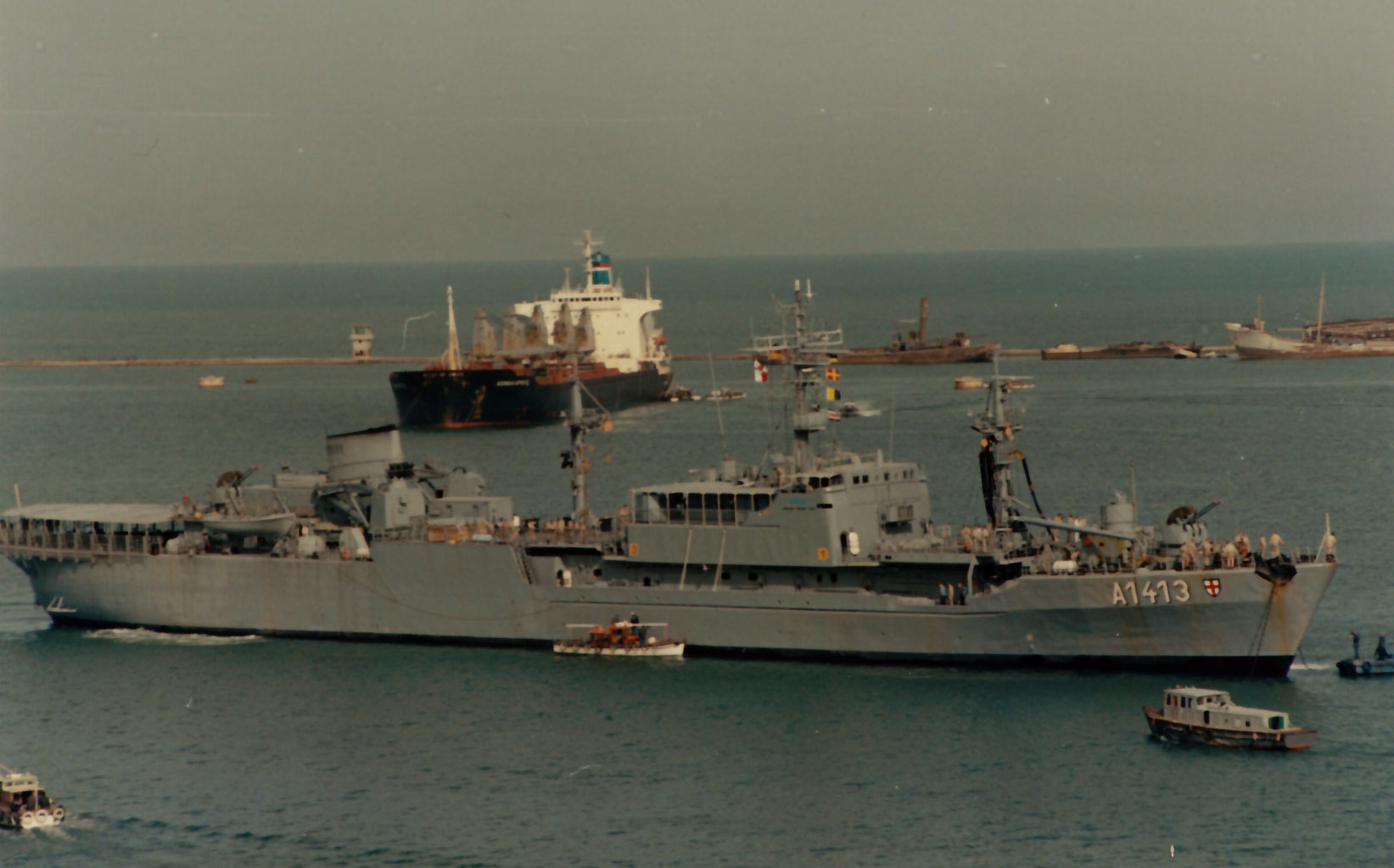
701E型「A1413 フライブルク」 艦後部に追加されたヘリコプター甲板に注目
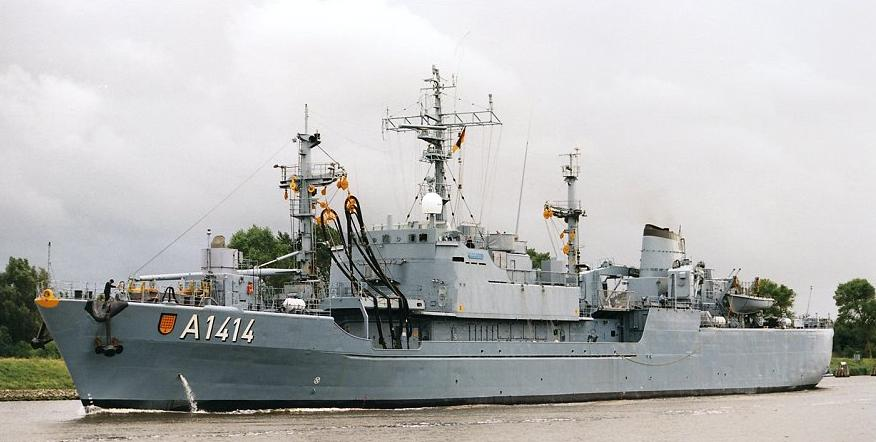
701C型「A1414 グリュックスブルク」
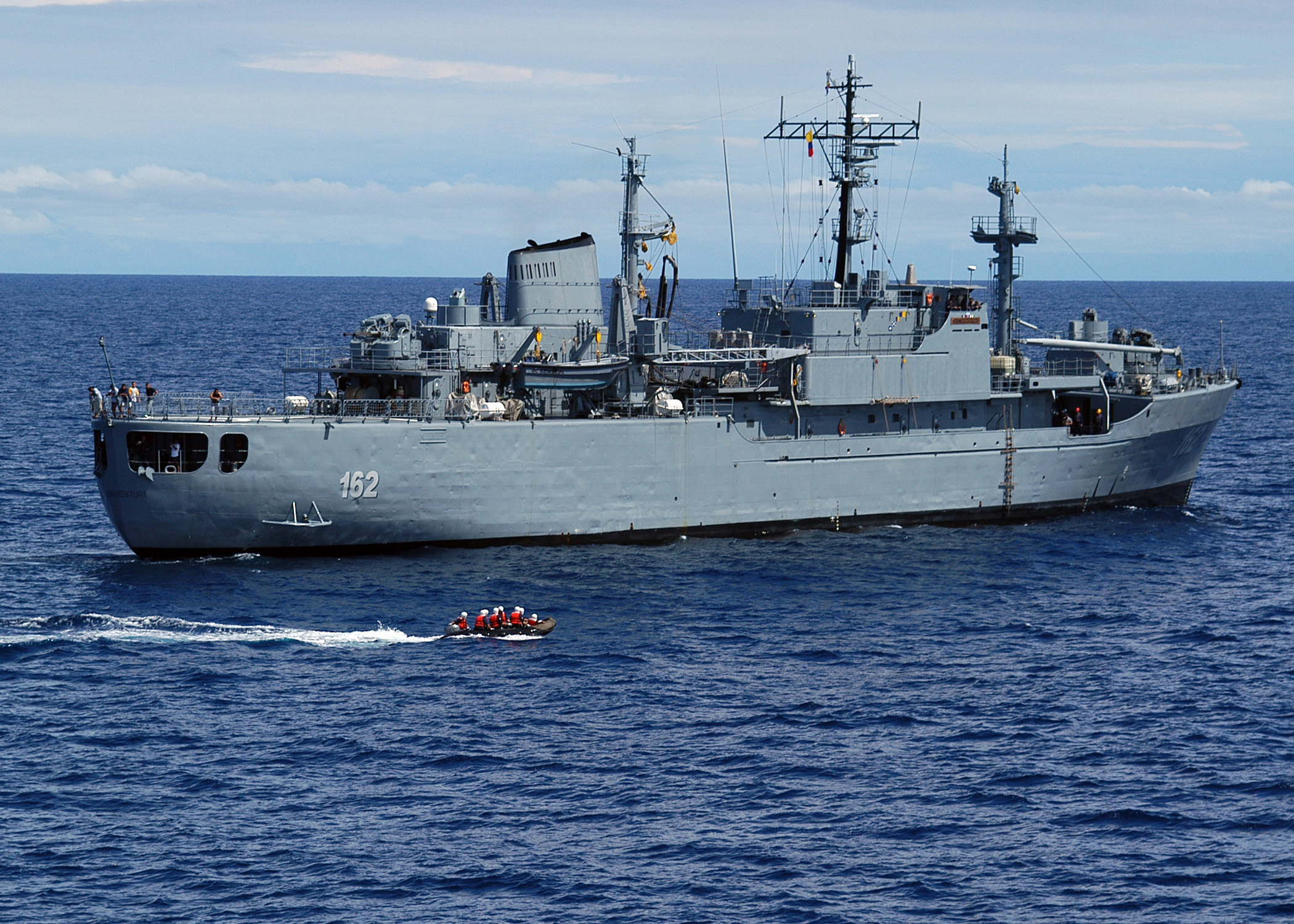
コロンビア海軍「BM-162 ブエナベントゥーラ」 ※旧701A型「A1416 ニーンブルク」
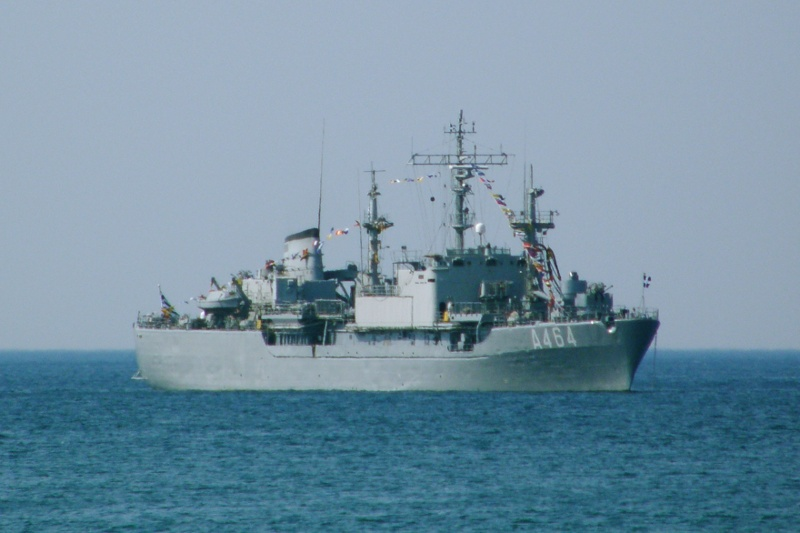
ギリシャ海軍「A464 アクシオス」 ※旧701C型「A1412 コーブルク」